# Jon Cleary
Pour les articles homonymes, voir Cleary.
Jon Cleary, parfois orthographié à tort John Cleary, né le 22 novembre 1917 à Sydney, Australie, et décédé le 19 juillet 2010, est un écrivain et scénariste australien.

## Biographie
Après ses études chez les frères maristes à Randwick, un faubourg de Sydney, il exerce divers petits métiers : livreur, représentant de commerce, peintre d'enseigne... Pendant la Seconde Guerre mondiale, il est lieutenant dans les forces impériales australiennes et participe aux campagnes du Moyen-Orient et de la Nouvelle-Guinée britannique.
Démobilisé, il devient écrivain à plein temps, sauf entre 1948 et 1961, alors qu'il est journaliste pour l'agence gouvernementale australienne à Londres, puis à New York.
Son œuvre abordent divers genres, mais présentent une prédilection marquée pour le roman policier et le roman d'aventures. Il remporte l'Edgar du meilleur roman en 1975 avec le roman Peter's Pence non traduit en France.
Jon Cleary a également travaillé en tant que scénariste au cinéma et à la télévision, adaptant plus d'une fois ses propres récits, notamment la saga familiale Horizons sans frontières (The Sundowners), pour le film de Fred Zinnemann.

## Œuvre

### Romans

#### SérieScobie Malone
- The High Commissioner (1966)
- Helga's Web (1970)
- Ransom (1973)
- Dragons at the Party (1987)
- Now and Then, Amen (1988)
- Babylon South (1989)
- Murder Song (1990)
- Pride's Harvest (1991)
- Dark Summer (1992)
- Bleak Spring (1993)
- Autumn Maze (1994)
- Winter Chill (1995)
- Endpeace (1996)
- A Different Turf (1997)
- Five Ring Circus (1998)
- Dilemma (1999)
- Bear Pit (2000)
- Yesterday's Shadow (2001)
- The Easy Sin (2002)
- Degrees of Connection (2003)

#### Autres romans
- You Can't See 'Round Corners (1947) Publié en français sous le titre Pas d'avoine pour les tocards, Paris, Éditions Morgan, Série rouge no 38, 1950
- The Long Shadow (1949)
- Just Let Me Be ou You, the Jury (1950)
- The Sundowners (1952) Publié en français sous le titre L'Autre Vallée, Verviers, Éditions Gérard et Cie, Collection Marabout no 101, 1952 ; réédition sous le titre Les Horizons sans frontières, Verviers, Éditions Gérard et Cie, Marabout Géant no 122, 1961
- The Climate of Courage (1954)
- Justin Bayard ou Dust in the Sun (1955)
- The Green Helmet (1957) Publié en français sous le titre Le Pilote au casque vert, Paris, Éditions Robert Laffont, 1958
- Back of Sunset (1959) Publié en français sous le titre Le Médecin de la dernière chance, Verviers, Éditions Gérard et Cie, Marabout Géant no 118, 1961
- North From Thursday (1960)
- Strike Me Lucky (1961), en collaboration avec sa femme Joy
- The Country of Marriage (1962)
- Forests of the Night (1963) Publié en français sous le titre La Nuit des cœurs, Paris, Presses de la Cité, 1964
- A Flight of Chariots (1963)
- The Fall of an Eagle (1964)
- The Pulse of Danger (1966) Publié en français sous le titre La tension monte, Paris, Presses de la Cité, 1966
- The Long Pursuit (1967) Publié en français sous le titre La Longue Poursuite, Paris, Presses de la Cité, 1968
- Season of Doubt (1968)
- Remember Jack Hoxie (1969)
- Mask of the Andes ou The Liberators (1971)
- Man's Estate ou The Ninth Marquess (1972)
- The Safe House (1975)
- Peter's Pence (1975)
- A Sound of Lightning (1976)
- High Road to China (1977) Publié en français sous le titre Les Aventuriers du bout du monde, Paris, Hachette, 1983
- Vortex (1978) Publié en français sous le titre Tornade sur la ville, Paris, Librairie des Champs-Élysées, Le Masque no 1633, 1981
- The Beaufort Sisters (1979)
- A Very Private War (1980)
- The Faraway Drums (1981)
- The Golden Sabre (1981)
- Spearfield's Daughter (1982)
- The Phoenix Tree (1984)
- The City of Fading Light (1985)
- Miss Ambar Regrets (2004)
- Morning's Gone (2006)
- Four-Cornered Circle (2007)

### Nouvelles

#### Recueils de nouvelles
- These Small Glories (1946)
- Pillar of Salt and other Stories (1963)

#### Nouvelles isolées
- The Way Out (1942)
- Remember? (1943)
- A Long Time Dying (1943)
- Clouds in the Sun (1943)
- Idyll in Havoc (1943)
- Safe Horizon (1943)
- Hullo, Joe (1944)
- I'd Like to Be There at the Finish (1944)
- Who Pays? (1944)
- Death Comes Slowly (1944)
- Title Bout (1945)
- Brandy Martin and My Old Man (1945)
- My Heart is Dead and Gone (1945)
- Some Day I May Come Home Again (1945)
- Late Date (1946)
- The Stranger (1946)
- See You on the Bus (1946)
- A Time Together (1948)
- Pillar of Salt (1951)
- The Outsider (1951)
- No Taste for Trouble (1954)
- Man from Carolina (1958)
- Friendly Enemies (1961)

### Théâtre
- Strike Me Lucky (1969), d'après son roman
- The Trumpets of Home

## Filmographie
- 1959 : L'Île des réprouvés (The Siege of Pinchgut)
- 1960 : Horizons sans frontières, de Fred Zinnemann, avec Robert Mitchum, Deborah Kerr, Glynis Johns et Peter Ustinov (Cleary participa à l'adaptation de son roman The Sundowners, mais n'en  fut pas crédité au générique.)
- 1961 : The Green Helmet (en)
- 1975 : Sidecar Racers (en)
- 1975 : Scobie Malone (en)
- 1983 : High Road to China, avec Bess Armstrong et Tom Selleck
- 1986 : Spearfield's Daughter

## Prix et distinctions

### Prix
- Prix Edgar-Allan-Poe 1975 du meilleur roman pour Peter's Pence[2].
- Prix Ned Kelly 1996 Lifetime Achievement[3].
- Prix Ned Kelly 2004 du meilleur roman pour Degrees of Connection[3].

### Nominations
- Prix Ned Kelly 1997 du meilleur roman pour Endpeace[3].
- Prix Ned Kelly 2000 du meilleur roman pour Dilemma[3].
- Prix Ned Kelly 2002 du meilleur roman pour Yesterday’s Shadow[3].

## Sources
- Jacques Baudou et Jean-Jacques Schleret, Le Vrai Visage du Masque, vol. 1, Paris, Futuropolis, 1984, 476 p. (OCLC 311506692), p. 121-122.
- Claude Mesplède (dir.), Dictionnaire des littératures policières, vol. 1 : A - I, Nantes, Joseph K, coll. « Temps noir », 2007, 1054 p. (ISBN 978-2-910-68644-4, OCLC 315873251), p. 440-441.